# OpenLeaks
 (15 novembre 2016).
OpenLeaks est un projet de site pour lanceur d'alerte dont le lancement a été annoncé pour le 27 janvier 2011.

## Historique
Daniel Domscheit-Berg a promis que le site serait plus transparent que WikiLeaks : « Ces derniers mois, l'organisation de WikiLeaks a cessé d'être libre. Elle ne respecte plus sa promesse d'être libre, ».
OpenLeaks était supposé commencer les opérations publiques fin janvier 2011, dès son lancement. Cependant, à mi-mars 2013, aucune « fuite » n'était encore publiée.
Après un long silence depuis janvier 2011, quelques messages d'information ont été postés par les animateurs du site en décembre 2012 puis mars 2013, afin de tenter de lancer une dynamique contributive. Le statut du projet reste cependant incertain.

## But
« OpenLeaks a été créé pour qu'un seul site de lanceur d'alerte ne possède pas toutes les informations, ne puisse pas les choisir et leur donner trop d'importance, et donc ne possède pas toute la puissance due à l'information. » Propos tenu par Daniel Berg fondateur du projet OpenLeaks et ex-N°2 du site WikiLeaks.

## Fonctionnement
À l'instar de WikiLeaks, OpenLeaks se veut être une plate-forme de lancement d'alertes axé sur la protection des sources, dont l'infrastructure technique est plus évoluée.
Le problème de WikiLeaks est qu'il dispose de l’intégralité du processus décisionnel de divulgation d'information confidentielle, concrètement, le lanceur d'alertes anonyme envoie des documents sur le site, qui sont ensuite étudiés, débarrassés des informations qui permettraient de nuire aux sources (nom, adresse, coordonnées bancaires), authentifié puis argumenté en fonction du contexte afin que tout ce contenu puisse être mis en ligne et disponible à quiconque souhaitera le consulter. Cependant, au vu du nombre colossal de documents à traiter, un bon nombre d'entre eux ne furent jamais publiés et furent stockés sur les serveurs du site.
OpenLeaks possède le même objectif que WikiLeaks, c'est-à-dire éveiller l'attention publique néanmoins les méthodes divergent son but consiste à mettre à la disposition des lanceurs d'alertes une infrastructure qui leur permet de donner un maximum d'impact à leurs informations, Pour cela
OpenLeaks choisit ses partenaires, en fonction du contexte de l'information : médias, ONG, syndicats… Ce sont eux qui publieront les documents qui ont été redirigés, OpenLeaks ne publie rien lui-même, c'est une sorte de version « back office » de Wikileaks.
Ce projet repose sur une idée simple : la source est la seule qui peut légitimement décider à qui elle veut confier ses documents.
La démarche d'Openleaks étant de confier l'information à l'organisme qui saura en tirer le meilleur parti pour un maximum d'impact afin de proposer une solution adapté à chaque source.
L'objectif étant de fournir au lanceur d'alerte une boîte aux lettres sécurisée pour adresser des documents à un destinataire spécifique afin qu'il puisse diffuser son information de la manière la plus cohérente et anonyme possible.

### Traductions de
1. ↑  (en) « In these last months, the Wikileaks organisation has not been open any more. It lost its open-source promise »